# The Interlake Polka Kings
The Interlake Polka Kings (англ. Bill Woloshyn's Interlake Polka Kings, Interlake Polka Kings) популярний в 60-х роках 20-го століття у західній Канаді гурт, який, в основному, спеціалізувався на українських піснях та польках. Заснований у 1964 році подружжям Біллом та Мері Волошиних (Bill & Mary Woloshyn). Розпочав діяльність в так званому Інтерлейк регіоні провінції Манітоба, який мав значну кількість населення з українським корінням. Остаточно припинив діяльність після смерті Білла Волошина у 2009 році.

## Склад
- Bill Woloshyn – Акордеон/Вокал
- Dennis Nykoliation – Скрипка
- Stan Kaskiw – Гітара/Вокал
- Mary Woloshyn – Гітара/Вокал
- Carl Woloshyn – Барабани
- Anne Kalyta – Вокал

## Дискографія
- Ukrainian Festival Of Folk Songs And Music (LP) - Amcan 1965
- Looking To The Future (LP) - Ukrainian Records 1966
- A Day To Remember (LP) - Ukrainian Records 1967
- A Ukrainian Samohonka (LP) - UK Records Ltd. 1968[1]
- Ukrainian Country (LP) - UK Records Ltd.
- Wedding March (7", Single) - Amcan
- Greatest Instrumentals (LP, Comp) - UK Records Ltd.
- Greatest Hits (LP, Comp) - UK Records Ltd.
- Greatest Vocals (LP, Comp) - UK Records Ltd.